# Vincenzo Mazzei
Vincenzo Mazzei (Nicastro, 24 agosto 1913 – Roma, 22 dicembre 2010) è stato un politico italiano.

## Biografia
Laureato in giurisprudenza e in scienze politiche, fu un giurista (effettuò vari studi anche su Carlo Pisacane). Nel 1946 venne eletto, in rappresentanza del Partito Repubblicano Italiano, come uno dei Deputati dell'Assemblea Costituente (Italia).
Nel 1955, lasciato il suo partito di origine, era confluito nel Partito Socialista Italiano. È stato anche docente universitario a Roma
È morto all'età di 97 anni nel dicembre del 2010.